# Roberto Ayala
Roberto Ayala với tên đầy đủ là Roberto Fabián Ayala (phát âm tiếng Tây Ban Nha: [roˈβ̞erto faˈβ̞jan aˈʒala]; sinh ngày 14 tháng 4 năm 1973), biệt danh là el Ratón (tiếng Tây Ban Nha: con chuột), là một cựu cầu thủ bóng đá chơi ở vị trí trung vệ cho Đội tuyển bóng đá quốc gia Argentina, từng chơi cho câu lạc bộ của Tây Ban Nha là Valencia và Zaragoza, của Italia như Milan và Napoli, và đội bóng bóng quê hương River Plate.
Được coi là một trong những trung vệ tốt nhất của thế hệ mình, Ayala làm đội trưởng của Đội tuyển bóng đá quốc gia Argentina trong 63 trận đấu. Ông chơi trong ba kì World Cup và có tổng cộng 115 lần khoác áo tuyển quốc gia, chỉ có Javier Zanetti có số lần khoác áo Argentina nhiều hơn. Ông thừa kế biệt danh Ratón (con chuột) từ Rubén Ayala, cầu thủ khoác áo tuyển Argentina trong World Cup 1974, mặc dù họ không liên quan đến nhau.

## Sự nghiệp bóng đá

### Khởi nghiệp tại Argentina
Ayala bắt đầu sự nghiệp của mình ở quê hương Argentina, chơi cho câu lạc bộ Ferro Carril Oeste. Sau ba mùa giải, ông chuyển đến River Plate nơi ông thu hút sự chú ý của các câu lạc bộ châu Âu.

### Đến với châu Âu

#### Parma, Napoli và Milan
Câu lạc bộ Ý Parma FC ưa hậu vệ người Argentina đến châu Âu. Tuy nhiên, câu lạc bộ, sau khi đã được sử dụng hạn ngạch của họ trong ba cầu thủ ngoài EU, đã cho Napoli, người đã mua một nửa hợp đồng của mình về một thỏa thuận đồng sở hữu, mượn ông.. Ayala được mua bởi AC Milan vào cuối mùa 1997-1998 và chơi ở đó trong hai mùa cho đến khi Valencia CF mua ông với giá 6,25 triệu bảng Anh.

#### Valencia
Trong bảy năm của mình tại Valencia CF, ông đã giúp họ tham dự chung kết UEFA Champions League vào năm 2001. Tuy nhiên, đội bóng của ông để thua Bayern Munich trong một loạt sút luân lưu sau khi hòa 1-1, mặc dù vậy, ông đã được bình chọn là Hậu vệ xuất sắc nhất của giải đấu. Năm sau Valencia giành danh hiệu vô địch La Liga 2001-2002. Trong năm 2003–04, Valencia thêm một lần nữa lên ngôi vô địch La Liga and có thêm UEFA Cup.
Vào mùa giải 2004–05, chấn thương khiến Ayala bỏ lỡ chiến dịch La Liga và anh cũng đã bỏ lỡ chiến thắng UEFA Super Cup 2004 trước Porto.
Trong thời gian của mình với Valencia, ông được coi là một trong những trung vệ hàng đầu trên thế giới. 

#### Villarreal và Real Zaragoza
Vào tháng 8 năm 2006, ông đã không được cung cấp một hợp đồng mới bởi giám đốc thể thao Amedeo Carboni. Vào ngày mồng 07 tháng 2 năm 2007, Ayala tuyên bố ông sẽ gia nhập đối thủ trong khu vực Villarreal CF vào cuối mùa giải. Tuy nhiên, trước khi chơi cho Villarreal, ông gia nhập Real Zaragoza với một bản hợp đồng ba năm vào ngày 14 Tháng Bảy 2007. Các điều khoản mua lại trong hợp đồng với Villarreal là 6.000.000 € (4,8 triệu bảng) đã được thanh toán đầy đủ bởi Real Zaragoza.
Vào ngày 03 tháng năm 2008, Ayala đã ghi bàn thắng đầu tiên cho Real Zaragoza ở phút thứ 94 trong trận đấu với Deportivo La Coruña giúp Zaragoza giành chiến thắng 1–0. tuy nhiên Zaragoza vẫn bị xuống hạng sau khi kết thúc mùa giải.
Vào ngày 22 Tháng 11 năm 2008, Ayala đã ghi bàn thắng thứ hai của mình cho Real Zaragoza, vào phút thứ 73 của chiến thắng 3-0 trước SD Eibar. Vào ngày 29 Tháng hai năm 2009, anh ghi bàn thắng thứ ba của mình, ở phút thứ 54 trong trận đấu với Real Murcia giúp Zaragoza thắng với tỉ số 4–1.
Vào tháng 1 năm 2010, hợp đồng của Ayala với Real Zaragoza đã được chấm dứt theo thoả thuận chung.

### Racing Avellaneda
Vào ngày 02 tháng 2 năm 2010, câu lạc bộ Racing Club de Avellaneda ký hợp đồng với Ayala theo dạng chuyển nhượng tự do.

## Sự nghiệp huấn luyện
Vào ngày 30 tháng 12, ông nghỉ hưu từ bóng đá chuyên nghiệp, và trở thành huấn luyện viên của Racing Avellaneda.

## Sự nghiệp quốc tế
Anh có trận ra mắt cho Argentina vào ngày 16 tháng 11 năm 1994, đấu với Chile, dưới thời huấn luyện viên Daniel Passarella.
Ayala chơi cho Argentina tại Thế vận hội mùa hè năm 1996, giành huy chương bạc. Anh chơi cho Argentina ở World Cup 1998 và là thành viên đội tuyển không chơi trong năm 2002 do một chấn thương do va chạm vào phút cuối trước trận đấu đầu tiên của họ với Nigeria. Sau đó ông là một cầu thủ quá tuổi cùng Argentina giành huy chương vàng tại kì Thế vận hội mùa hè 2004. 
Ayala là một phần không thể thiếu trong đội hình Argentina cho World Cup 2006 tại Đức. Anh đã chơi xuất sắc trong suốt giải đấu, và được chọn là một thành viên của đội All Star. Trong tứ kết với Đức anh ghi một bàn thắng bằng đầu giúp Argentina dẫn trước 1-0. Nhưng Argentina đã thua trong loạt sút luân lưu sau khi hòa 1-1, với quả phạt đền của Ayala bị bắt bởi Jens Lehmann.
Ngày 30 tháng năm 2006, trong một trận đấu giao hữu với Angola, Ayala hoàn thành 100 lần khoác áo Argentina.
Một trong những hậu vệ tốt nhất trong lịch sử của Argentina, vào ngày mồng 07 tháng 2 năm 2007, Ayala trở thành cầu thủ khoác áo đội tuyển nhiều nhất của đội tuyển quốc gia(phần lớn là làm đội trưởng), đánh bại người bạn của ông Diego Simeone, trong chiến thắng 1-0 trong trận giao hữu với Pháp tại Stade de France, Paris.
Vào ngày 5 tháng 6 năm 2007, trong một trận giao hữu với Algeria, Roberto Ayala đã lập kỉ lục đeo băng đội trưởng đội tuyển Argentina lần thứ 58, trước đó đã san bằng kỉ lục 57 trận với Diego Maradona trong trận hòa 1–1 trong trận hòa 1-1 với Thụy Sĩ ở Basel vào thứ bảy 02 tháng 6.
Vào ngày 17 tháng 7 năm 2007, sau khi chơi trong trận chung kết Copa América 2007 với Brazil, trong đó ông đã có một bàn phản lưới nhà, Ayala công bố giã từ đội tuyển quốc gia.

## Cuộc sống cá nhân
Ayala kết hôn với Veronica, và có bốn người con. Francisco, Sofía, Pilar và Martina. 

## Thống kê sự nghiệp
| Thành tích câu lạc bộ | Thành tích câu lạc bộ | Thành tích câu lạc bộ | Giải liên đoàn | Giải liên đoàn | Cup quốc gia   | Cup quốc gia   | Cup liên đoàn        | Cup liên đoàn        | Cup châu lục | Cup châu lục | Tổng cộng | Tổng cộng |
| Mùa giải              | Câu lạc bộ            | Giải liên đoàn        | Số trận        | Bàn thắng      | Số trận        | Bàn thắng      | Số trận              | Bàn thắng            | Số trận      | Bàn thắng    | Số trận   | Bàn thắng |
| Argentina             | Argentina             | Argentina             | Giải liên đoàn | Giải liên đoàn | Cup quốc gia   | Cup quốc gia   | Cup liên đoàn        | Cup liên đoàn        | Nam Mỹ       | Nam Mỹ       | Tổng cộng | Tổng cộng |
| --------------------- | --------------------- | --------------------- | -------------- | -------------- | -------------- | -------------- | -------------------- | -------------------- | ------------ | ------------ | --------- | --------- |
| 1991–92               | Ferro Carril Oeste    | Primera División      | 18             | 0              |                |                |                      |                      |              |              |           |           |
| 1992–93               | Ferro Carril Oeste    | Primera División      | 36             | 0              |                |                |                      |                      |              |              |           |           |
| 1993–94               | Ferro Carril Oeste    | Primera División      | 18             | 1              |                |                |                      |                      |              |              |           |           |
| 1993–94               | River Plate           | Primera División      | 16             | 0              |                |                |                      |                      |              |              |           |           |
| 1994–95               | River Plate           | Primera División      | 24             | 0              |                |                |                      |                      |              |              |           |           |
| Italy                 | Italy                 | Italy                 | Serie A        | Serie A        | Cúp quốc gia Ý | Cúp quốc gia Ý | League Cup           | League Cup           | Châu Âu      | Châu Âu      | Tổng cộng | Tổng cộng |
| 1995–96               | Napoli                | Serie A               | 29             | 0              |                |                |                      |                      |              |              |           |           |
| 1996–97               | Napoli                | Serie A               | 30             | 1              |                |                |                      |                      |              |              |           |           |
| 1997–98               | Napoli                | Serie A               | 28             | 0              |                |                |                      |                      |              |              |           |           |
| 1998–99               | Milan                 | Serie A               | 11             | 0              |                |                |                      |                      |              |              |           |           |
| 1999–00               | Milan                 | Serie A               | 13             | 0              |                |                |                      |                      |              |              |           |           |
| Tây Ban Nha           | Tây Ban Nha           | Tây Ban Nha           | La Liga        | La Liga        | Cúp Nhà vua    | Cúp Nhà vua    | Siêu cúp Tây Ban Nha | Siêu cúp Tây Ban Nha | Châu Âu      | Châu Âu      | Tổng cộng | Tổng cộng |
| 2000–01               | Valencia              | La Liga               | 28             | 1              |                |                |                      |                      |              |              |           |           |
| 2001–02               | Valencia              | La Liga               | 30             | 2              |                |                |                      |                      |              |              |           |           |
| 2002–03               | Valencia              | La Liga               | 31             | 1              |                |                |                      |                      |              |              |           |           |
| 2003–04               | Valencia              | La Liga               | 30             | 1              |                |                |                      |                      |              |              |           |           |
| 2004–05               | Valencia              | La Liga               | 17             | 0              |                |                |                      |                      |              |              |           |           |
| 2005–06               | Valencia              | La Liga               | 23             | 2              |                |                |                      |                      |              |              |           |           |
| 2006–07               | Valencia              | La Liga               | 29             | 2              |                |                |                      |                      |              |              |           |           |
| 2007–08               | Real Zaragoza         | La Liga               | 33             | 1              |                |                |                      |                      |              |              |           |           |
| 2008–09               | Real Zaragoza         | Segunda División      | 26             | 3              |                |                |                      |                      |              |              |           |           |
| 2009–10               | Real Zaragoza         | La Liga               | 13             | 0              |                |                |                      |                      |              |              |           |           |
| Tổng cộng             | Argentina             | Argentina             | 112            | 1              |                |                |                      |                      |              |              |           |           |
| Tổng cộng             | Italy                 | Italy                 | 111            | 1              |                |                |                      |                      |              |              |           |           |
| Tổng cộng             | Tây Ban Nha           | Tây Ban Nha           | 260            | 13             |                |                |                      |                      |              |              |           |           |
| Tổng cộng             | Tổng cộng             | Tổng cộng             | 468            | 15             |                |                |                      |                      |              |              |           |           |

Cập nhật vào ngày 14 tháng 6 năm 2009
| Argentina | Argentina | Argentina |
| Năm       | Số trận   | Bàn thắng |
| --------- | --------- | --------- |
| 1994      | 3         | 0         |
| 1995      | 14        | 0         |
| 1996      | 6         | 0         |
| 1997      | 7         | 0         |
| 1998      | 13        | 1         |
| 1999      | 12        | 1         |
| 2000      | 11        | 1         |
| 2001      | 8         | 0         |
| 2002      | 1         | 0         |
| 2003      | 6         | 0         |
| 2004      | 10        | 1         |
| 2005      | 8         | 2         |
| 2006      | 7         | 1         |
| 2007      | 9         | 0         |
| Tổng      | 115       | 7         |

## Bàn thắng cho đội tuyển quốc gia
| # | Ngày                 | Địa điểm             | Đối thủ         | Kết quả         | Giải đấu                     |
| - | -------------------- | -------------------- | --------------- | --------------- | ---------------------------- |
| 1 | 19 tháng 2 năm 1998  | Mendoza, Argentina   | Romanian League | 2–1             | Giao hữu được FIFA công nhận |
| 2 | 7 tháng 9 năm 1999   | Porto Alegre, Brasil | Brasil          | 2–4             | Giao hữu                     |
| 3 | 26 tháng 4 năm 2000  | Maracaibo, Venezuela | Venezuela       | 4–0             | Vòng loại World Cup 2002     |
| 4 | 13 tháng 7 năm 2004  | Piura, Peru          | Uruguay         | 4–2             | Copa América 2004            |
| 5 | 12 tháng 11 năm 2005 | Geneva, Thụy Sĩ      | Anh             | 2–3             | Giao hữu                     |
| 6 | 16 tháng 11 năm 2005 | Doha, Qatar          | Qatar           | 3–0             | Giao hữu                     |
| 7 | 30 tháng 6 năm 2006  | Berlin, Đức          | Đức             | 1 – 1 (2–4 pen) | FIFA World Cup 2006          |

## Danh hiệu

### Đội tuyển quốc gia
Vô địch
- 2004 Thế vận hội Olympic

### Câu lạc bộ

#### River Plate
Vô địch
- 1994 Apertura

#### Milan
Vô địch
- 1998–99 Serie A

#### Valencia
Vô địch
- 2001–02, 2003–04 La Liga
- 2003–04 UEFA Cup
- Siêu cúp bóng đá châu Âu 2004

#### Cá nhân
- Hậu vệ xuất sắc nhất châu Âu của UEFA (1): 2000-01